# Aniki Bóbó
Pour plus de détails, voir Fiche technique et Distribution.
Aniki Bóbó est un film portugais en noir et blanc réalisé par Manoel de Oliveira, sorti en 1942. C'est le premier long de Manoel de Oliveira.
L'histoire du film est basée sur le conte Os Meninos Milionários (Les Enfants Millionnaires), de João Rodrigues de Freitas (1908 - 1976), écrivain et avocat.

## Synopsis
Le film illustre les aventures et les amours de quelques enfants, entre dix et douze ans, dans la ville de Porto. Tous élèves dans la même classe, ils se retrouvent après l'école pour se baigner dans le port. Une rivalité se développe entre le sensible Carlitos et le plus entreprenant Eduardito, le chef de la bande, pour conquérir l'attention de Teresinha, la jolie petite fille modèle. Moins fort physiquement, Carlitos se résout à voler une poupée que convoite Teresinha pour s'attirer ses faveurs. 
C'est un voyage en enfance, à travers l'œil de la caméra : l'œil de la mémoire. 

## Fiche technique
- Titre : Aniki Bóbó
- Réalisation : Manoel de Oliveira
- Scénario : Manoel de Oliveira
- Photographie : António Mendes
- Montage : Vieira de Sousa
- Musique : Jaime Silva Filho
- Société de production : Produções António Lopes Ribeiro
- Société de distribution : Lisboa Filme
- Pays d'origine :  Portugal
- Langue d'origine : portugais
- Format : noir et blanc - projection : 1,37:1 - pellicule : 35 mm - son : Mono (Tobis-Klangfilm)
- Genre : drame social pour la jeunesse
- Durée : 71 minutes
- Dates de sortie :
  -  Portugal : 18 décembre 1942
  -  Italie : 6 septembre 1976 (Mostra de Venise)
  -  France : 16 janvier 1980

## Distribution
- Américo Botelho : Estrelas
- Feliciano David : Pompeu
- Manuel de Azevedo : chanteur de rue
- Nascimento Fernandes : le propriétaire du magasin
- Fernanda Matos : Teresinha
- Rafael Mota : Rafael
- António Palma : client du magasin
- Armando Pedro : employé du magasin
- Antonio Melo Pereira : Batatinhas
- Pinto Rodrigues : policier
- António Santos : Eduardito
- Vital dos Santos : Professeur
- Horácio Silva : Carlitos
- António Soares : Pistarim
- Manuel Sousa : Philosophe

## Autour du film
- Le titre est emprunté à une comptine enfantine (semblable à Am stram gram) que les enfants utilisent plusieurs fois dans le film.
- Le tournage se déroule en studio et dans les rues de Porto, ville natale du réalisateur. Des détails autobiographiques de son enfance sont utilisés dans le scénario.